# Кубок Європи з бігу на 10000 метрів
Кубок Європи з бігу на 10000 метрів (англ. European 10,000m Cup) є особисто-командним змаганням з бігу на 10000 метрів, яке щорічно проводить Європейська легкоатлетична асоціація.

## Історія заснування
Біг на 10000 метрів входив до основної програми розіграшу Кубка Європи протягом більше 30 років, починаючи з 1965. Відтоді цю дистанцію бігали тільки чоловіки, а для жінок цей вид бігу з'явився на 20 років пізніше.
Однак в середині 90-х років Європейська легкоатлетична асоціація (ЄАА) визнала цю дисципліну «нетелегенічною» та прибрала її з основної програми Кубка Європи. Два забіги на цю дистанцію — чоловічий та жіночий — займають приблизно годину ефірного часу, і на прохання телевізійних компаній довгу «десятку» замінили на більш короткі та динамічні 3000 метрів.
Водночас в ЄАА вирішили не «втрачати» і біг на 10000 метрів з огляду на високий олімпійський статус цієї дистанції. Так у 1997 і з'явився самостійний Кубок Європи, що розігрується на 10-кілометровій дистанції. Забіги проводяться доріжкою стадіону.
До 2005 змагання мали назву «Європейський виклик з бігу на 10000 метрів» (англ. European 10,000m Challenge). Починаючи з 2005 проводяться під сучасною назвою — Кубок Європи з бігу на 10000 метрів.

## Формат змагань
Тривалість змагань — 1 день.
Програма Кубку передбачає два окремих — чоловічий та жіночий — забіги на дистанції 10000 метрів. Спортсмени долають 25 кіл доріжкою стадіону.
Регламент змагань не виключає проведення кількох забігів у чоловіків або жінок, зважаючи на кількість заявлених учасників. За результатами кількох забігів складається загальний залік та визначаються місця спортсменів у ньому.
Для отримання права потрапити до завки на Кубок спортсмен повинен впродовж визначеного періоду перед Кубком виконати кваліфікаційний норматив на дистанції 10000 метрів або на інших суміжних дистанціях (біг на 5000 метрів, 3000 метрів з перешкодами, шосейний біг на 10 кілометрів, напівмарафон, марафон).
В змаганнях не можуть брати участь спортсмени, які станом на 31 грудня року проведення Кубку не досягають 16 років.
На кожному чемпіонаті розігруються медалі в особистій та командній першості. Від однієї країни в кожному забігу (у разі кількох забігів — загалом за всіма забігами) може брати участь не більше 6 чоловіків та 6 жінок. Місце кожної країни у командному заліку визначається сумою місць, які посіли перші три спортсмени цієї країни. У разі рівності сум місць у двох або більше команд, у загальному заліку вище розташовується та команда, атлет якої посів перше або найближче до першого місце у особистому заліку. Всі атлети країни, яка посіла 1-3 місця в межах командної першості, за умови фінішування на дистанції отримують «командні» медалі.

## Змагання
| Рік     | Місто            | Дата                                   |
| ------- | ---------------- | -------------------------------------- |
| 1997    | Баракальдо       | 5 квітня                               |
| 1998    | Лісабон          | 4 квітня                               |
| 1999    | Баракальдо       | 10 квітня                              |
| 2000    | Лісабон          | 1 квітня                               |
| 2001    | Баракальдо       | 7 квітня                               |
| 2002    | Камайоре         | 6 квітня                               |
| 2003    | Афіни            | 12 квітня                              |
| 2004    | Марибор          | 3 квітня                               |
| 2005    | Баракальдо       | 2 квітня                               |
| 2006    | Анталія          | 15 квітня                              |
| 2007    | Феррара          | 7 квітня                               |
| 2008    | Стамбул          | 12 квітня                              |
| 2009    | Рібейра-Брава    | 6 червня                               |
| 2010    | Марсель          | 5 червня                               |
| 2011    | Осло             | 4 червня                               |
| 2012    | Більбао          | 3 червня                               |
| 2013    | Правець          | 8 червня                               |
| 2014    | Скоп'є           | 7 червня                               |
| 2015    | Кальярі          | 6 червня                               |
| 2016    | Мерсін           | 5 червня                               |
| 2017    | Мінськ           | 10 червня                              |
| 2018    | Лондон           | 19 травня                              |
| 2019    | Лондон           | 6 липня                                |
| 2020    | не проводився[a] |                                        |
| 2021    | Бірмінгем        | 5 червня                               |
| 2022    | Пасе             | 28 травня                              |
| 2023    | Пасе             | 3 червня                               |
| 2024[b] | Рим              | 11 червня (жінки) 12 червня (чоловіки) |
| 2025    | Пасе             | 24 травня                              |

a  2020 року Кубок не проводився через пандемію коронавірусної хвороби.

b  2024 року для заліку Кубку брались результати, показані у забігах на 10000 метрів на чемпіонаті Європи. Причиною цьому стали ранні терміни проведення європейської першості в олімпійському році, які б інакше співпадали з проведенням Кубку у сезоні та унеможливлювали б відновлення спортсменів між стартами.

## Призери
- Список призерів Кубків Європи з бігу на 10000 метрів